# Antiochiai Izsák
Antiochiai Izsák a szír irodalom egyik csillaga,  számos verses prédikáció szerzője. Eredetisége és tehetsége ritka a szír nyelvű szerzők között. A megbízható Edessai Krónika 451–452-re (Hallier, no. lxvii) teszi a működését, a Szíriai Mihály Krónikája pedig Nonus kortársaként említi, aki Edessa 31. püspöke volt 449-ben. Nem szabad összetéveszteni a VII. század második felében működő Ninivei Szent Izsákkal, a nesztoriánus aszkéta íróval.

## Fordítás
- Ez a szócikk részben vagy egészben  az   Isaac of Antioch című angol Wikipédia-szócikk ezen változatának fordításán alapul.  Az eredeti cikk szerkesztőit annak laptörténete sorolja fel. Ez a jelzés csupán a megfogalmazás eredetét és a szerzői jogokat jelzi, nem szolgál a cikkben szereplő információk forrásmegjelöléseként.